# 유해효과
유해효과(有害效果, 영어: adverse effect) 또는 역효과(逆效果)는 원하지 않는 현상이 신체와 정신적으로 나타나는 것으로, 약물에 의한 유해효과와 시술에 의한 유해효과가 있다.

## 종류
- 수술에 의한 유해효과: 출혈, 감염, 구토, 염증, 흉터, 기능장해 등이 있으면 이들은 회복이 가능할 수도 있고 그렇지 않을 수도 있다.
- 백신에 의한 유해효과: 백신도 독성에 의해 피부염, 발진, 심한 아토피성 피부염 등을 일으킬 수 있다.
- 방사선 치료에 의한 유해효과: 화상, 피부의 변화, 피부염에 해당하며 대부분의 약제는 효과와 유해효과이 있다.
- 약물 유해효과: 두통, 구강건조증, 유산, 출혈, 구토, 출산기형, 귀먹음, 녹내장, 설사, 발열, 탈모, 녹내장, 뇌전증, 졸림, 심장마비, 풍, 무도증이 있다.

## 같이 보기
- 바이오안전성
- 약물 상호작용
- 근거중심의학
- 처방전
- 노시보
- 플러시보
- 독물학
- 식약청
- 치사율
- 부작용